# Remotely Piloted Aircraft System

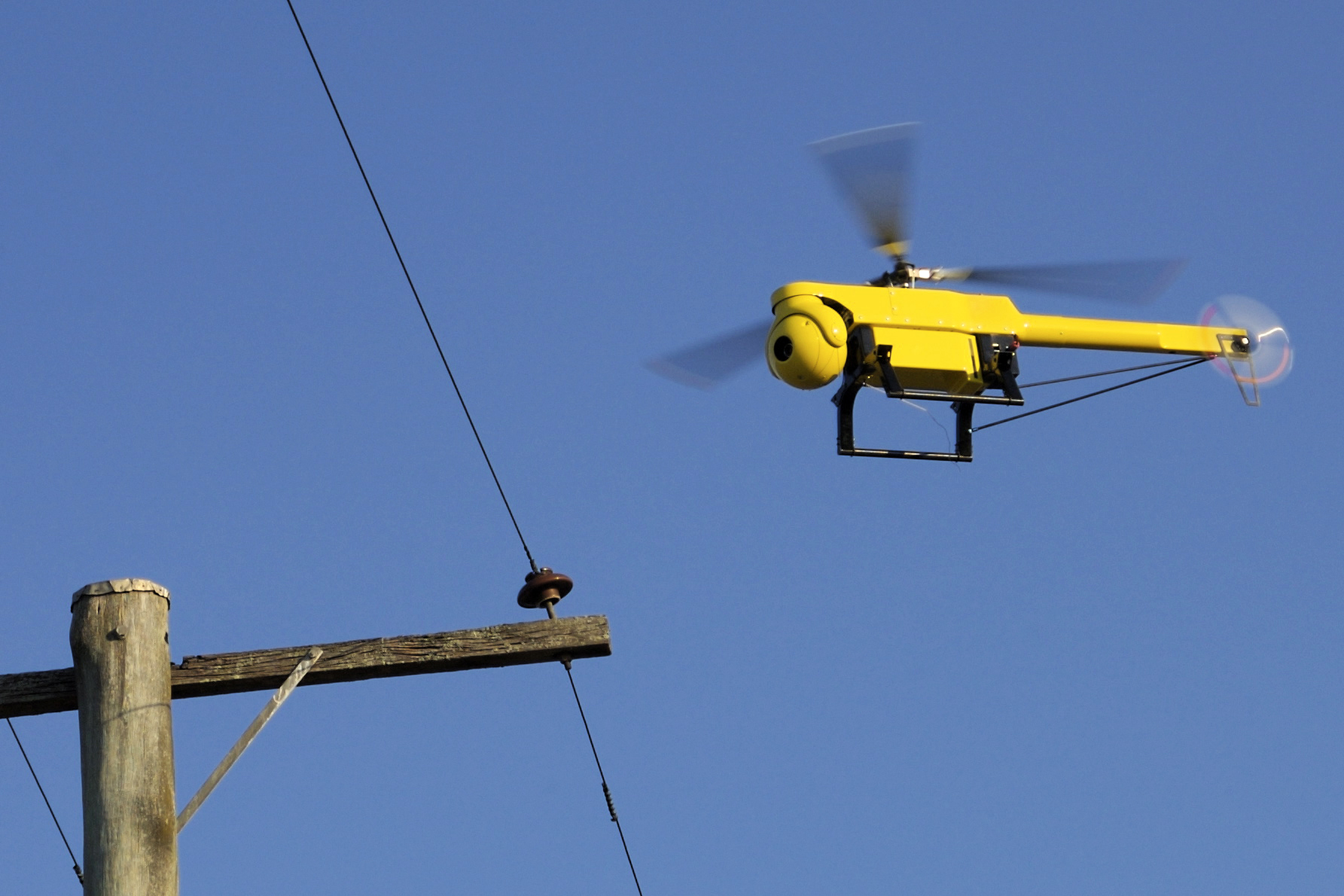
Ziviles RPA im Einsatz

Der Begriff Remotely Piloted Aircraft System (RPAS), deutsch Ferngesteuertes Luftfahrtsystem, wurde von der ICAO eingeführt. Er umfasst unbemannte Luftfahrzeuge, die nicht autonom operieren, sondern von einer Bodenstation aus überwacht und kommandiert werden. In diese Klasse fallen damit die meisten zivil genutzten UAVs. Diese Bezeichnung wird zunehmend bei internationalen Behörden und Gesetzgebern verwendet, z. B. ICAO, Eurocontrol, EASA oder Europäische Kommission.  Er fasst das Remotely Piloted Aircraft, sowie Bodenkontrollstation und Datenverbindung zusammen.